# Luke Freeman
Luke Anthony Freeman, né le 22 mars 1992 à Dartford, est un footballeur anglais qui évolue au poste de milieu de terrain.

## Carrière
Luke Freeman quitte son club formateur et s'engage à Arsenal en janvier 2008. Il est prêté au club de Yeovil Town en 2010 puis au Stevenage FC  jusqu'en janvier 2012. Il s'engage définitivement au club après son prêt. En 2014, il rejoint le club de Bristol City.
Après avoir passé deux saisons et demie sous le maillot des Queens Park Rangers durant lesquelles il inscrit quinze buts en cent douze matchs toutes compétitions confondues, Freeman s'engage pour trois ans avec Sheffield United le 3 juillet 2019.
Le 4 juillet 2022, il est prêté à Luton Town.

## Statistiques
| Saison                | Club                  | Championnat           | Championnat | Championnat | Coupe(s) nationale(s) | Coupe(s) nationale(s) | Total | Total |
| Saison                | Club                  | Division              | M.          | B.          | M.                    | B.                    | M.    | B.    |
| 2007-2008             | Gillingham FC         | League One            | 1           | 0           | 2                     | 0                     | 3     | 0     |
| Sous-total            | Sous-total            | Sous-total            | 1           | 0           | 2                     | 0                     | 3     | 0     |
| 2007-2008             | Arsenal FC            | Premier League        | 0           | 0           | 0                     | 0                     | 0     | 0     |
| 2008-2009             | Arsenal FC            | Premier League        | 0           | 0           | 0                     | 0                     | 0     | 0     |
| 2009-2010             | Yeovil Town (prêt)    | League One            | 13          | 2           | 2                     | 0                     | 15    | 2     |
| 2009-2010             | Arsenal FC            | Premier League        | 0           | 0           | 0                     | 0                     | 0     | 0     |
| 2010-2011             | Arsenal FC            | Premier League        | 0           | 0           | 0                     | 0                     | 0     | 0     |
| 2011-2012             | Arsenal FC            | Premier League        | 0           | 0           | 0                     | 0                     | 0     | 0     |
| Sous-total            | Sous-total            | Sous-total            | 13          | 2           | 2                     | 0                     | 15    | 2     |
| 2011-2012             | Stevenage FC (prêt)   | League One            | 19          | 6           | 4                     | 0                     | 23    | 6     |
| 2012-2013             | Stevenage FC          | League One            | 39          | 2           | 4                     | 0                     | 43    | 2     |
| 2013-2014             | Stevenage FC          | League One            | 45          | 6           | 9                     | 2                     | 54    | 8     |
| Sous-total            | Sous-total            | Sous-total            | 103         | 14          | 17                    | 2                     | 120   | 16    |
| 2014-2015             | Bristol City          | League One            | 48          | 7           | 8                     | 0                     | 56    | 7     |
| 2015-2016             | Bristol City          | Championship          | 41          | 1           | 3                     | 0                     | 44    | 1     |
| Sous-total            | Sous-total            | Sous-total            | 89          | 8           | 11                    | 0                     | 100   | 8     |
| Total sur la carrière | Total sur la carrière | Total sur la carrière | 206         | 24          | 32                    | 2                     | 238   | 26    |

## Palmarès
Il remporte la D3 anglaise et le Football League Trophy en 2015 avec Bristol City.

### Distinction personnelle
- Membre de l'équipe-type de D3 anglaise en 2015.